# Shamal (vento)

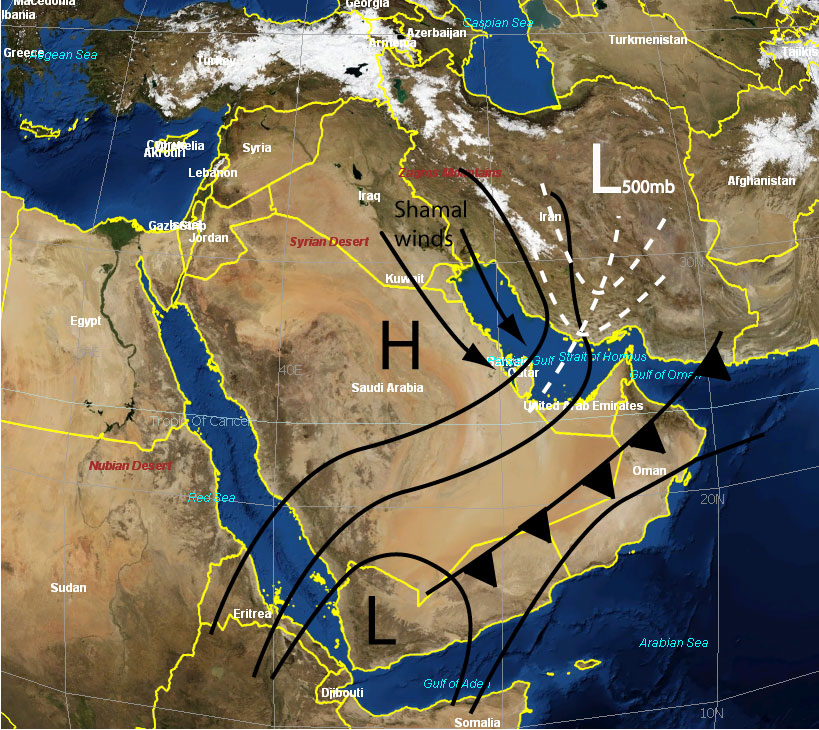
Mappa meteorologica dello shamal.

Lo shamal (شمال) è un vento caldo, arido e polveroso proveniente da nord o nord-ovest che investe l'Iraq, l'Iran e la penisola arabica. In giugno e luglio soffia quasi continuamente, ma generalmente a meno di 50 km all'ora. Tale vento provoca grandi tempeste di polvere, specialmente in luglio, mese in cui Baghdad può essere colpita da cinque o più di tali tempeste. Lo shamal è parte di un esteso flusso diretto verso un centro di bassa pressione situato al di sopra del Pakistan.